# Chitty Chitty Bang Bang
Chitty Chitty Bang Bang: Den magiska bilen (engelska Chitty Chitty Bang Bang: The Magical Car) är en barnbok av Ian Fleming som han skrev till sin son Caspar. Boken är illustrerad av John Burningham. Den publicerades ursprungligen i tre volymer, varav den första släpptes i oktober 1964 av Jonathan Cape i London och Random House i New York. Fleming inspirerades av en serie tävlingsbilar kallade "Chitty Bang Bang", byggda av greven Louis Zborowski under 1920-talet på Higham Park som drevs av flygplansmotorer. Fleming hade varit gäst på Higham Park hos en av dess senare ägare. 1968 gjordes en filmmusikal med samma namn, som är löst baserad på boken, med ett manus skrivet av Roald Dahl och Ken Hughes. Filmen producerades av Albert R. Broccoli, medproducent till James Bond-filmserien. Boken har också blivit musikal.

## Handling
Caractacus Potts är en uppfinnare, som renoverar en gammal skrotbil, som tidigare vunnit Grand Prix tre gånger och är känd som Paragon Pantern. När reparationen är klar ger sig familjen Potts iväg i bilen för en picknick på stranden. 
Familjen kör utmed Dovers kust och hittar en grotta med skrämmande konstgjorda saker i. Längst in i grottan finns det dynamit och annat explosivt. Familjen tänder en dynamitgubbe av misstag då de tror det är ett ljus och får skynda sig ut innan allt exploderar. Då kommer banditerna som äger dynamiten. De binder fast föräldrarna i bilen Chitty Chitty Bang Bang, kidnappar barnen och far över kanalen till Frankrike. Bilen vaknar till liv och börjar flyga. Föräldrarna förföljer banditerna. Ett franskt bagarpar hjälper föräldrarna att ta fast banditerna och överlämna dem till polisen. Chitty Chitty Bang Bang flyger tillbaka familjen till England och de har med sig den speciella franska fudge, som endast bagarparet har receptet på. (På sista sidan i boken finns receptet.) 

## Filmatisering
Boken gjordes 1968 om till en filmmusikal, med bland annat Dick Van Dyke, Sally Ann Howes och Lionel Jeffries i rollerna. Roald Dahl och Ken Hughes skrev manus och sångerna av Sherman Brothers. Filmens handling är helt olik bokens.
Scenerna från landet Vulgaria är filmade i Rothenburg ob der Tauber, Tyskland.

## Andra adaptioner
16 april 2000 hade pjäsen baserad på boken och filmen premiär på London Palladium teater. Regisserad av Adrian Noble med koreagrafi av Gillian Lynne. Förutom problem i början med den mekaniska flygande bilen, så har pjäsen gjort succé. Sista föreställningen var i september 2005. Efter denna föreställning turnerade pjäsen runt i Storbritannien på bland annat: Sunderland Empire, Palace Theatre i Manchester, Birmingham Hippodrome, Liverpool Empire Theatre, Mayflower Theatre i Southampton och Edinburgh Playhouse.
En Broadwayversion av pjäsen hade premiär den 28 april 2005 på Hilton Theatre i New York. Sista föreställningen var den 31 december 2005 och då hade det framförts 34 generalrepetitioner och 284 riktiga företställningar.